# لومو ال‌سی-ای
لومو ال‌سی-ای (به انگلیسی: Lomo LC-A) یک دوربین عکاسی ساخت شرکت لومو است.

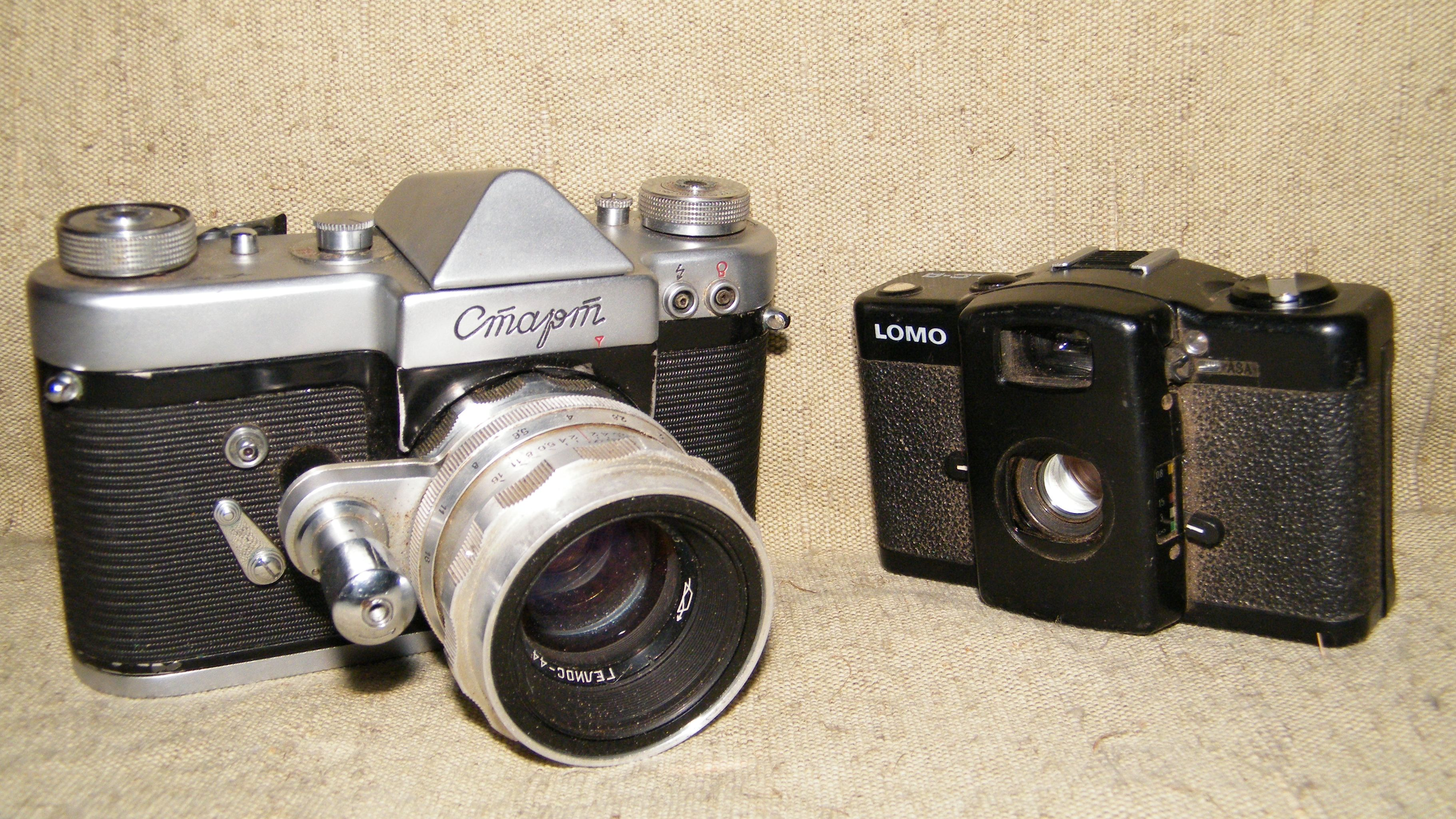
نمایی از دوربین لومو مدل ال‌سی-ای (راست)